# Campodorus ussuriensis
Campodorus ussuriensis là một loài tò vò trong họ Ichneumonidae.